# Chang Jung-koo
Chang Jung-koo est un boxeur sud-coréen né le 4 février 1963 à Pusan.

## Carrière
Il devient champion du monde des poids mi-mouches WBC le 26 mars 1983 en battant par arrêt de l'arbitre à la 3e reprise Hilario Zapata. Chang conserve pendant 5 ans son titre puis annonce sa retraite le 27 juin 1988 après une 15e défense remportée face au boxeur japonais Hideyuki Ohashi. Il effectue pourtant un retour dès l'année suivante mais s'incline trois fois contre Humberto González, Sot Chitalada et Muangchai Kittikasem le 18 mai 1991.

## Distinction
- Chang Jung-koo est membre de l'International Boxing Hall of Fame depuis 2010.